# باشگاه فوتبال ارمیس آرادیپو
ارمیس آرادیپو (یونانی: Ερμής Αραδίππου) یک باشگاه فوتبال حرفه‌ای قبرسی است که در منطقه آرادیپو واقع در حومه شهر لارناکا تشکیل شده است. این باشگاه در سال ۱۹۵۸ میلادی بنیان‌گذاری شد و در حال حاضر در دسته سوم قبرس بازی می‌کند. بهترین نتیجه کسب‌شده توسط ارمیس، در سال ۲۰۱۴ بود، جایی که آن‌ها قهرمان سوپرکاپ شدند. ارمیس یک رقابت دیرینه و مهم با باشگاه هم‌منطقه‌ای خود اومونیا آرادیپو دارد.

## تاریخ
ارمیس بیشتر تاریخ خود را در دسته دوم قبرس گذرانده و نخستین بار در سال ۱۹۸۳ در لیگ برتر قبرس شرکت کرد و در طول آن دهه در دو دوره دیگر موفق شد در این لیگ از مسابقات حاضر باشد.
پس از سقوط این تیم در سال ۲۰۰۲، این باشگاه توانست برای فصل ۱۰-۲۰۰۹ دوباره به دسته یک بازگردد. آن‌ها در این فصل به جایگاهی بهتر از جایگاه نهم نرسیدند اما با این همه، توانستند برای اولین بار در تاریخ خود یک دوره در لیگ برتر باقی بمانند. در فصل ۱۲–۲۰۱۱ باشگاه پس از سه فصل متوالی در لیگ برتر به دسته دوم سقوط کرد. این باشگاه از سال ۲۰۱۳ به رکورد چهار فصل متوالی در لیگ برتر دست یافته است.

## افتخارات
- سوپر جام قبرس (۱):

۲۰۱۴
- دسته دوم قبرس (۳):

۱۹۸۲-۸۳ ، ۱۹۸۴-۸۵ ، ۲۰۰۸-۰۹
- دسته سوم قبرس (۳):

۱۹۷۵-۷۶ ، ۱۹۹۶-۹۷ ، ۲۰۰۶-۰۷

## رکورد اروپا
| فصل     | رقابت          | دور | رقیب      | دور رفت | دور برگشت | مجموع |
| ------- | -------------- | --- | --------- | ------- | --------- | ----- |
| ۲۰۱۴–۱۵ | لیگ اروپا یوفا | ۳Q  | یانگ بویز | ۰ – ۲   | ۰-۱       | ۰ – ۳ |

یادداشت
- 3Q : دور سوم مقدماتی

## بازیکنان
تا تاریخ  | شماره |        | پست       | بازیکن                          |
| ----- | ------ | --------- | ------------------------------- |
| 1     | لهستان | دروازه‌بان | Kacper Chorazka                 |
| 97    | قبرس   | دروازه‌بان | Giannis Stefanou                |
| 14    | سنگال  | مدافع     | Aladje N'Djai                   |
| 29    | قبرس   | مدافع     | Kyriakos Zavos                  |
| 32    | قبرس   | هافبک     | Antonis Katsis (vice captain)   |
| 9     | قبرس   | مهاجم     | Andreas Papathanasiou (captain) |
| 94    | مراکش  | مهاجم     | Karim Safsaf                    |
| 11    | قبرس   | مهاجم     | Andreas Georgiou                |
| 30    | قبرس   | هافبک     | Andreas Zachariou               |
| 46    | قبرس   | هافبک     | Anthos Loizides                 |
| 20    | قبرس   | مدافع     | Andreas Tsokkas                 |
| 13    | قبرس   | هافبک     | Kaiserlidis Iakovos             |

| شماره |          | پست       | بازیکن                    |
| ----- | -------- | --------- | ------------------------- |
| 2     | قبرس     | مدافع     | Nikolas Aristotelous      |
| 77    | پرتغال   | هافبک     | Bruno Luz                 |
| 45    | ایتالیا  | مهاجم     | Djile Junior              |
| 25    | سیرالئون | مهاجم     | Ibrahim Wason             |
| 7     | پرتغال   | هافبک     | Edu Marinho               |
| 34    | قبرس     | مدافع     | Christoforos Charalampous |
| 30    | قبرس     | دروازه‌بان | Theodorou Neoptolemos     |
| 3     | قبرس     | مدافع     | Andreas Nikolaou          |
| 10    | اسپانیا  | هافبک     | Nacho Cases               |
| 33    | قبرس     | مدافع     | Alexandros Theocharous    |
| 6     | قبرس     | هافبک     | Stefanos Kafataris        |

### به صورت قرضی
برای بررسی نقل و انتقالات اخیر، اتحادیه فوتبال قبرس را ببینید.

## مدیران
- Dušan Mitošević (۲۰۰۹–۱۰)
- دمتریس یوانو (موقت) (۲۰۱۰)
- João Carlos Pereira (۲۰۱۰–۱۱)
- Panayiotis Xiourouppas (۲۰۱۱)
- Nicos Panayiotou (۲۰۱۳–۱۴)
- Nikodimos Papavasiliou (۲۰۱۴–۱۵)
- Mitchell van der Gaag (۲۰۱۵)
- یوانیس اوکاس (۲۰۱۵)
- Pavlos Dermitzakis (۲۰۱۵)
- Nicos Panayiotou (۲۰۱۵–۲۰۱۷)

## باشگاه وابسته
- Ermis Zoniana